# N0tail
Johan "N0tail" Sundstein (hay "BigDaddyN0tail", "BDN"), sinh ngày 08 tháng 10 năm 1993 là một vận động viên chuyên nghiệp bộ môn Dota 2 người Đan Mạch. Anh từng là đội trưởng của đội OG, 4 lần giành danh hiệu lớn (Major) cùng 2 chức vô địch thế giới The International các năm 2018 và 2019 anh được coi là người chơi Dota 2 thành công nhất trong lịch sử.

## Heroes of Newerth
Ở tuổi 15, N0tail là một trong những game thủ chuyên nghiệp trẻ nhất của tựa game Heroes of Newerth trên thế giới với vị trí solo mid cho đội Fnatic cùng Jascha "NoVa" Markuse, Tal "Fly" Aizik, Henrik "FreshPro" Hansen và Kalle "Trixi" Saarinen. N0tail cùng team Fnatic đã giành được chiến thắng đầu tiên trong DreamHack Winter 2011 và bảo vệ chức vô địch trong 4 lần DreamHack tiếp theo.

## Dota 2
Do Heroes of Newerth không còn phát triển, N0tail cùng các đồng đội Jascha "NoVa" Markuse, Tal "Fly" Aizik và Adrian "Era" Kryeziu chuyển sang đội hình Dota 2 của Fnatic vào ngày 30 tháng 3 năm 2012. Đội hình Fnatic.EU có được chiến thắng đầu tiên tại Thor Open 2012 trước đội No Tidehunter (sau trở thành Alliance. Tháng 4 năm 2013, Fnatic được mời tham dự The International 2013 tại Seattle, Mỹ và về vị trí 7-8 sau thất bại trước đội Orange.
Sau khi chỉ dành vị trí 13-14 tại The International 2014, anh cùng Fly thành lập ra Team Secret cùng Puppey, s4 và KuroKy. Arteezy thay thế N0tail trước giải Dota 2 Asia Championships, buộc anh phải chuyển sang cho đội Cloud9, nhưng cũng chỉ về ở vị trí 9-12 tại The International 2015.
Vào ngày 27 tháng 8 năm 2015, N0tail cùng Fly lập nên đội (monkey) Business cùng 3 game thủ trẻ là Miracle-, MoonMeander và Cr1t-. Họ đổi tên thành OG vào cuối năm. Trong các mùa giải 2015-2017, đội hình OG có nhiều xáo trộn, tuy nhiên họ vẫn giành được 4 danh hiệu Major lớn của Valve (Frankfurt 2015, Manila 2016, Boston 2016 và Kiev 2017).
Tới tháng 8 năm 2018, OG chỉ còn N0tail là thành viên sáng lập còn lại duy nhất, tuy nhiên họ lại giành ngôi vị quán quân The International. Đúng một năm sau, anh cùng các đồng đội bảo vệ thành công chức vô địch. Tính tới tháng 8 năm 2019, N0tail hiện là game thủ Dota 2 có nhiều danh hiệu lớn nhất và là người kiếm được nhiều tiền nhất thế giới từ thể thao điện tử.
Sau kỳ The International 2021 anh tuyên bố tạm nghỉ thi đấu Dota2 chuyên nghiệp.

## Sự nghiệp huấn luyện viên
Sau một kỳ The International không thành công, anh trở lại với đấu trường DotA 2 với vai trò huấn luyện viên bắt đắc dĩ cho team OG khi người chơi hỗ trợ thứ 4 của team OG là Mikhail "Misha" Agatov không thi đấu do bị cấm xuất cảnh hậu quả của cuộc xung đột giữa Ukaraine và Nga và thay vào đó là Sébastien "Ceb" Debs cùng với kinh nghiệm của Ceb với sức trẻ của 4 thành viên còn lại đã giúp tập thể OG vô địch kỳ ESL One Stockholm 2022 kỳ major lớn đầu tiên trong năm 2022 cũng không thể không nhắc đến công sức của Notail khi anh đã đưa ra những chiến thuật hợp lý dẫn dắt OG đến với chức vô địch này.

## Thành tích
| Vô địch  | 25/08/2019 | Chung kết thế giới The International 2019 | Team OG     | 3-1 Liquid        | $15,603,100 |
| Thứ hạng | Ngày       | Giải đấu                                  | Đội         | Kết quả           | Tiền thưởng |
| Vô địch  | 25/08/2018 | Chung kết thế giới The International 2018 | Team OG     | 3-2 PSG.LGD       | $11,234,200 |
| Vô địch  | 10/12/2017 | MDL Macau                                 | Team OG     | 2-0 TNC Pro Team  | $130,000    |
| Hạng 7-8 | 10/08/2017 | Chung kết thế giới The International 2017 | Team OG     | 0-2 LGD Gaming    | $617,198    |
| Vô địch  | 30/04/2017 | The Kiev Major 2017                       | Team OG     | 3-2 Vitus.pro     | $1,000,000  |
| Vô địch  | 10/12/2016 | The Boston Major 2016                     | Team OG     | 3-1 Ad Finem      | $1,000,000  |
| Vô địch  | 19/06/2016 | ESL One Frankfurt 2016                    | Team OG     | 3-0 Natus Vincere | $157,273    |
| Vô địch  | 12/06/2016 | The Manila Major 2016                     | Team OG     | 3-1 Liquid        | $1,110,000  |
| Vô địch  | 21/11/2015 | The Frankfurt Major 2015                  | Team OG     | 3-1 Team Secret   | $1,110,000  |
| Vô địch  | 21/12/2014 | XMG Captains Draft 2.0                    | Team Secret | 3-2 Vitus.pro     | $96,860     |

### Với tư cách huấn luyện viên
| Ngày              | Thứ hạng | Giải đấu                | Đội     | Kết quả | Tiền thưởng |
| ----------------- | -------- | ----------------------- | ------- | ------- | ----------- |
| 2022-05-22        | Vô địch  | \| ESL Stocklom 2022 \| | Team OG | 3-1 TSM | $200,000    |
| ESL Stocklom 2022 |          |                         |         |         |             |